# 羅克福德 (內布拉斯加州)
羅克福德（英語：Rockford）是位於美國內布拉斯加州蓋奇縣的非建制地區。

## 歷史
羅克福德的郵局於1886年設立，1890年關閉後又於1899年重啟，最終於1956年停運。

## 地理
羅克福德所處的海拔為高於海平面408米（即1339英呎），而該地所採用的時區為UTC-6，即北美中部时区（CST）。同時該地設有夏令時間，為UTC-6調快一小時，即UTC-5（CDT）。